# Milaan-San Remo 1918
De wielerwedstrijd Milaan-San Remo 1918 werd verreden op 14 april van dat jaar.
Het parcours van deze 11e editie was 286,5 kilometer lang. De winnaar legde de afstand af in 11 uur en 48 minuten. Zeven van de 33 gestarte renners haalden de finish, dit waren allemaal Italianen. Costante Girardengo was de snelste.

## Deelnemende ploegen
| Deelnemende teams | Deelnemende teams |
| ----------------- | ----------------- |
| Peugeot-Wolber    | Bianchi           |

## Uitslag
| Plaats  | Naam                | Ploeg          | Tijd      |
| ------- | ------------------- | -------------- | --------- |
| Winnaar | Costante Girardengo | Bianchi        | 11u48'00" |
| 2       | Gaetano Belloni     | Bianchi        | +13"      |
| 3       | Ugo Agostoni        | Bianchi        | +59"      |
| 4       | Ezio Corlaita       | Peugeot-Wolber | +1u37'00" |
| 5       | Costante Costa      | Individueel    | z.t.      |
| 6       | Carlo Giacchino     | Individueel    | +2u52'00" |
| 7       | Luigi Vertemati     | Individueel    | +4u02'00" |

1907 · 1908 · 1909 · 1910 · 1911 · 1912 · 1913 · 1914 · 1915 · 1916 · 1917 · 1918 · 1919 · 1920 · 1921 · 1922 · 1923 · 1924 · 1925 · 1926 · 1927 · 1928 · 1929 · 1930 · 1931 · 1932 · 1933 · 1934 · 1935 · 1936 · 1937 · 1938 · 1939 · 1940 · 1941 · 1942 · 1943 · 1944 · 1945 · 1946 · 1947 · 1948 · 1949 · 1950 · 1951 · 1952 · 1953 · 1954 · 1955 · 1956 · 1957 · 1958 · 1959 · 1960 · 1961 · 1962 · 1963 · 1964 · 1965 · 1966 · 1967 · 1968 · 1969 · 1970 · 1971 · 1972 · 1973 · 1974 · 1975 · 1976 · 1977 · 1978 · 1979 · 1980 · 1981 · 1982 · 1983 · 1984 · 1985 · 1986 · 1987 · 1988 · 1989 · 1990 · 1991 · 1992 · 1993 · 1994 · 1995 · 1996 · 1997 · 1998 · 1999 · 2000 · 2001 · 2002 · 2003 · 2004 · 2005 · 2006 · 2007 · 2008 · 2009 · 2010 · 2011 · 2012 · 2013 · 2014 · 2015 · 2016 · 2017 · 2018 · 2019 · 2020 · 2021 · 2022 · 2023 · 2024 · 2025
Lijst van beklimmingen